# Óscar Diego Gestido
Óscar Diego Gestido Pose (* 28. November 1901 in Montevideo; † 6. Dezember 1967 ebenda) war ein uruguayischer Politiker aus der Partido Colorado.
Gestido wurde am 27. November 1966 nach Abschaffung des Nationalrats (Consejo Nacional de Gobierno, CNG), dem er zuvor als Nationalratsmitglied für die dortige Minderheit der Colorados und hier für die Lista 14 angehörte, zum Präsidenten gewählt und trat das Amt am 1. März 1967 an. Er war Vertreter der unter dem Lema der Partido Colorado antretenden Sublemas Unión Colorada y Batllista, der Gestido-Pacheco-Fraktion. Nach nur neun Monaten im Amt starb Gestido. Nachfolger wurde sein Vizepräsident Jorge Pacheco Areco.